# Kamenná Poruba (okres Žilina)
Kamenná Poruba je obec nacházející se v Rajecké dolině v okrese Žilina na Slovensku. V roce 2011 zde žilo 1 829 obyvatel.

## Historie
První doložená písemná zmínka o obci pochází z roku 1368 v listině Nitranského konventu, obec je zmíněna jako Stephanburbayaa, poté roku 1598 jako Kamenná Poruba. Jméno je odvozeno od porubu na neúrodné, kamenité půdě. Obec původně podléhala Lietavskému hradu.